# My Bloody Valentine
My Bloody Valentine (Май Бладі Валентайн) — ірландський гурт, що грає альтернативний рок. Колектив заснували 1983 року гітарист Кевін Шилдс та ударник Колм О'Кісоґ у Дубліні, втім з 1997 по 2007 роки припиняв існування. Після того, як гурт перебрався до Лондона, до них приєдналися гітаристка Білінда Батчер та басистка Деббі Ґуґ. Назва гурту взято з однойменного фільму жахів 1981 року.

## Учасники
- Кевін Шилдс (Kevin Shields) — спів, гітара
- Білінда Батчер (Bilinda Butcher) — спів, гітара
- Деббі Ґуґ (Debbie Googe) — бас-гітара
- Колм О'Кісоґ (Colm Ó Cíosóig) — ударні

## Дискографія
Альбоми
- Isn't Anything (листопад 1988)
- Loveless (листопад 1991) UK #24
- m b v (лютий 2013)

Міні-альбоми
- This Is Your Bloody Valentine (січень 1985)
- Geek (грудень 1985)
- The New Record by My Bloody Valentine (вересень 1986)
- Sunny Sundae Smile (лютий 1987)
- Strawberry Wine (серпень 1987)
- Ecstacy (листопад 1987)
- You Made Me Realise (серпень 1988)
- Feed Me With Your Kiss (листопад 1988)
- Glider (квітень 1990)
- Tremolo (лютий 1991) UK#29